# Marina calycosa
Marina calycosa är en ärtväxtart som först beskrevs av Asa Gray, och fick sitt nu gällande namn av Rupert Charles Barneby. Marina calycosa ingår i släktet Marina och familjen ärtväxter. Inga underarter finns listade i Catalogue of Life.